# Sanele Vavae Tuilagi
Pour les articles homonymes, voir Tuilagi.

a Compétitions nationales et continentales officielles uniquement.

b Matchs officiels uniquement.
Dernière mise à jour le 8 juillet 2020.
Sanele Vavae Tuilagi, né le 15 juin 1988, est un joueur samoan de rugby à XV évoluant au poste de troisième ligne centre.

## Biographie

### Débuts dans le rugby
Benjamin de la famille Tuilagi, Vavae Tuilagi quitte son île natale en 2007 pour rejoindre le club anglais de Leicester tout comme ses cinq frères, Henry, Alesana, Freddie, Anitele'a et Manu, l'ont fait avant lui. Il y reste deux années[réf. nécessaire] mais ne convainc par l'équipe technique du club anglais et ne joue pas avec l'équipe première. Il connaît sa première sélection en équipe nationale samoane des moins de 20 ans le 6 juin 2008 contre l'équipe d'Écosse, où il marque son premier un essai, dans le cadre du Championnat du monde junior. Il enchaîne ensuite quatre autres sélections d'affilée en moins de deux semaines contre les États-Unis, l'Afrique du Sud, l'Australie et l'Argentine.

### Carrière en France
En 2011, il rejoint le RC Narbonne pour jouer en Pro D2. Là-bas il y jouera deux saisons avant de partir à l'été 2013. Il rejoindra alors le voisin de l'US Carcassonne. Chez les jaune et noir, Vavae Tuilagi va jouer durant sept saisons. Mais à l'issue de la saison 2019-2020, il quitte l'USC et le monde du rugby à XV pour rejoindre l'AS Carcassonne XIII. Il disputera deux saisons de championnat Elite avant de faire son retour dans le rugby à XV au sein du Racing Club Trèbes en Régional 1 d'Occitanie.
Sanele Vavae Tuilagi joue son premier match international avec l'équipe des Samoa le 18 juillet 2015 contre les États-Unis. Le 12 août 2015, il est retenu par Stephen Betham dans la liste des trente-et-un joueurs qui disputent la coupe du monde de rugby à XV 2015.

## Statistiques en équipe nationale
- 7 sélections au 10 octobre 2015
- 0 point
- sélections par année : 7 en 2015
- En coupe du monde : 3 sélections
  - 2015 : 3 sélections (Afrique du Sud, Japon, Écosse)